# Aedes schwetzi
Aedes schwetzi är en tvåvingeart som beskrevs av Edwards 1926. Aedes schwetzi ingår i släktet Aedes och familjen stickmyggor. Inga underarter finns listade i Catalogue of Life.